# Cuiabá (tiểu vùng)
Cuiabá là một tiểu vùng thuộc bang Mato Grosso, Brasil. Tiều vùng này có diện tích 19472 km², dân số năm 2007 là 740648 người.